# هارولد شومیت
هارولد شومیت (انگلیسی: Harold Shumate؛ ‏ ۷ سپتامبر ۱۸۹۳ – ۵ اوت ۱۹۸۳) فیلم‌نامه‌نویس اهل ایالات متحده آمریکا بود.
از فیلم‌هایی که وی در آن‌ها نقش داشته‌است، می‌توان به فراتر از قانون و ببر ماده اشاره نمود.